# Município de Salem (condado de Highland, Ohio)
O município de Salem (em inglês: Salem Township) é um município localizado no condado de Highland no estado estadounidense de Ohio. No ano de 2010 tinha uma população de 780 habitantes e uma densidade populacional de 15,36 pessoas por km².

## Geografia
O município de Salem encontra-se localizado nas coordenadas 39° 09′ 07″ N, 83° 48′ 57″ O. Segundo a Departamento do Censo dos Estados Unidos, o município tem uma superfície total de 50.78 km², da qual 50,78 km² correspondem a terra firme e (0.01 %) 0 km² é água.

## Demografia
Segundo o censo de 2010, tinha 780 pessoas residindo no município de Salem. A densidade populacional era de 15,36 hab./km². Dos 780 habitantes, o município de Salem estava composto pelo 97,18 % brancos, o 0,26 % eram afroamericanos, o 0,13 % eram amerindios, o 0,13 % eram asiáticos, o 0,64 % eram de outras raças e o 1,67 % eram de uma mistura de raças. Do total da população o 0,9 % eram hispanos ou latinos de qualquer raça.